# Witold Marian Młynarczyk
Witold Marian Młynarczyk (ur. 17 października 1933 w Stefanowie, zm. 27 lutego 2014 w Poznaniu) – prof. dr hab. medycyny.

## Życiorys
Ukończył Liceum Ogólnokształcące w Wolsztynie w roku 1951, a w 1957 r. Akademię Medyczną w Poznaniu. Po ukończeniu studiów pracował w Wolsztynie i Poznaniu. Od roku 1967 w Klinice Pneumonologii Akademii Medycznej w Poznaniu, gdzie zajmował się chorobami wewnętrznymi i pulmonologią. Przez wiele lat był kierownikiem Katedry i Kliniki Ftyzjomneumonologii Akademii Medycznej w Poznaniu.

## Kariera zawodowa
- doktorat – 1972 rok
- habilitacja – 1993 rok
- uzyskanie tytuł profesora nadzwyczajngo nauk medycznych – 1997 rok
- nominacja na tytuł profesora zwyczajnego nauk medycznych – 2009 rok
- lekarz na Oddziale Wewnętrznym Szpitala im. Raszei w Poznaniu (lekarz pogotowia ratunkowego oraz Ośrodka Walki z Gruźlicą)
- 1967 – Klinika Pneumonologii AM w Poznaniu (specjalizacja w chorobach wewnętrznych i pulmonologii)
- przejście przez wszystkie szczeble kariery do funkcji kierownika kliniki
- wielokrotny uczestnik krajowych i międzynarodowych kongresów i sympozjów naukowych w: Berlinie, Paryżu, Barcelonie, Sztokholmie (problematyki pneumonologii)
- uczestnik wielu programów naukowych na temat diagnostyki inwazyjnej układu oddechowego, zakażeń układu oddechowego, astmy oskrzelowej i bezdechu sennego
- konsultant wojewódzki i ekspert Wlkp. Izby Lekarskiej w dziedzinie pulmonologii
- autor lub współautor licznych publikacji z dziedziny pulmonologii ze szczególnym uwzględnieniem diagnostyki inwazyjnej układu oddechowego, głównie procesów nowotworowych.
- członek Polskiego Towarzystwa Ftyzjopneumonologicznego
- członek Towarzystwa Internistów Polskich
- członek Towarzystwa Naukowego im. Roberta Kocha w Wolsztynie jako prezes i współtwórca

## Nagrody i odznaczenia
- Srebrny i Złoty Krzyż Zasługi
- Odznaka Honorowa Miasta Poznania
- Odznaka honorowa „Zasłużony dla województwa poznańskiego”
- Nagrodę Ministra Zdrowia i Opieki Społecznej za pracę habilitacyjną
- wyróżnienie godnością Lidera Pracy Organicznej oraz statuetką Honorowego Hipolita – 2 kwietnia 2005 roku, podczas Walnego Zebrania Towarzystwa im. Hipolita Cegielskiego
- Krzyż Kawalerski Orderu Odrodzenia Polski (2005)[2]